# Sport Club Internacional
Sport Club Internacional, známý také jako Internacional Porto Alegre, je brazilský fotbalový klub z Porto Alegre, který působí v Campeonato Brasileiro Série A. Klub byl založen v roce 1909 a svoje domácí utkání hraje na Estádio Beira-Rio s kapacitou 56 000 diváků.
Největším rivalem je Grêmio, rovněž klub z Porto Alegre.

## Historie
Klub byl založen 4. dubna 1909.
U jeho zrodu byl Henrique Poppe a jeho dva bratři José a Luis. Protože v Porto Alegre byly kluby zejména pro lidi původem z Německa, rozhodli se bratři založit klub pro italské přistěhovalce a inspirovali se slavným Interem Milán.
Na první zápas se rozhodli pozvat budoucího rivala v podobě Grêmia, který nasadil silnou sestavu a za přítomnosti 2000 diváků vyhrál 10:0. Grêmio opanovalo i následující šestici vzájemných zápasů, ale v roce 1915 zvítězil 4:1.
V roce 1969 se klub přesídlil na stadion Estádio Beira-Rio. Mezi roky 1972 až 1980 se spoléhal na výkony Falcãa, který měl lví podíl na vítězství v celonárodní Brasileirão v letech 1975, 1976 a 1979. V rámci Campeonato Gaúcho, fotbalové soutěže Rio Grande do Sul, držel Internacional Grêmio na uzdě – mezi roky 1970 až 1976 ovládl soutěž sedmkrát za sebou. Ve finále této soutěže v roce 1977 ale díky gólu Andrého Catimby Grêmio osmé výhře rivala v řadě zabránilo. V roce 1980 se Internacional probojoval do finále Copa Libertadores, ale podlehl uruguayskému Nacional Montevideo.
Internacional, opírající se o výkony kapitána Fernandãa a útočníka Rafaela Sóbise, se znovu dostal do finále Copa Libertadores roku 2006, kdy narazil na obhajující São Paulo. V prvním zápase na stadionu São Paula zvítězil 2:1, o týden později doma uhrál remízu 2:2 a získal tak první titul pro jihoamerického šampiona. Nebýt čtvrtfinálové porážky s ekvádorským LDU Quito, zůstal by tým Abela Bragy neporažen.
Během prosince 2006 se Internacional v Japonsku zúčastnil Mistrovství světa klubů, kde v semifinále postoupil přes egyptský celek Al-Ahlí. O výhru 2:1 se postarali Alexandre Pato a Luiz Adriano. Brazilci pak ve finále porazili FC Barcelonu. Ačkoliv Barcelona dominovala, defenzíva Internacionalu nekapitulovala a náhradník Adriano se v samotném závěru prosadil z protiútoku.
Internacional se v roce 2010 opět probojoval do finále Copa Libertadores, aby čelil mexickému celku CD Guadalajara. Brazilský klub postoupil přes osmifinále, čtvrtfinále i semifinále vždy díky pravidlu venkovních gólů.
Během soutěže se mu navíc nepodařilo vyhrát na hřišti soupeře, naopak doma sbíral jen vítězství. A ačkoliv ve čtvrtfinále vyřadili úřadujícího šampiona Estudiantes de La Plata z Argentiny, trenér Jorge Fossati dostal „padáka“. Novým koučem se stal Celso Roth. Po venkovním vítězství 2:1 a domácím 3:2 získal Internacional druhou trofej pro jihoamerického klubového šampiona.
Andrés D'Alessandro, opora týmu, byl zvolen nejlepším fotbalistou Jižní Ameriky v roce 2010.
Na titul v Campeonato Gaúcho čeká od roku 2016. Cesta Pohárem osvoboditelů 2019 skončila ve čtvrtfinále proti Palmeiras.

## Známí hráči
- Paulo Roberto Falcão (1972–1980)
- Dunga (1980–1984, 1999–2000)
- Alexandre Pato (2006-2007)
- Luiz Adriano (2006-2007)
- Nélson Dida (2014–2015)
- Diego Forlán (2012–2013)